# Henry J. Kaiser

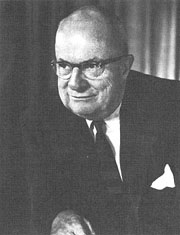
Henry John Kaiser

Henry John Kaiser (Sprout Brooks, 9 mei 1882 – Honolulu, 24 augustus 1967) was een Amerikaanse industrieel.

## Bouwactiviteiten
Henry John Kaiser werd in 1882 geboren als zoon van een Duitse immigrant in Sprout Brooks, New York. Hij begon zijn professionele leven als verkoper van fotoartikelen. 
In 1906 trok hij naar de Amerikaanse westkust. In 1912 richtte hij een bouwbedrijf op voor de aanleg van wegen, bruggen en andere kunstwerken. In 1921 ontmoette hij Warren Bechtel, oprichter van het grote aanneemconcern Bechtel. Bechtel was onder de indruk van Henry Kaiser en samen gingen ze projecten uitvoeren. Hij werd medeaandeelhouder in de Six Companies, samen met Bechtel hadden ze 30 procent van de aandelen in handen. Deze onderneming, waar nog vier andere grote bouwbedrijven betrokken bij waren, kwam tot stand met medewerking van de Amerikaanse overheid voor de bouw van de Hooverdam in de rivier de Colorado. Na het succes van deze dam was Six Companies ook betrokken bij de bouw van de Bonnevilledam, Grand Couleedam, de fundering voor de Golden Gate Bridge en talloze andere projecten.
Tijdens de bouw van de Grand Colleedam en tijdens de wereldoorlog zag hij het belang in van goede gezondheidszorg voor zijn werknemers. Hij richtte het Kaiser Permanente Medical Care Program op. Bij zijn overlijden in 1967 was dit de grootste organisatie op dit gebied in de Verenigde Staten.
Voor het uitbreken van de oorlog had Kaiser zijn bedrijf naar de beurs gebracht en begon te diversificeren. Zijn bedrijf werd actief in de staal- en aluminiumproductie, maakte gipsplaten voor de huizenbouw en bezat cementfabrieken.

## Scheepsbouw
In 1939 werd Kaiser actief in de scheepsbouw. Hij ging een samenwerkingsverband aan met Todd Shipyards, een van de grootste scheepwerven van het land. Samen gingen ze de oude scheepswerf van Todd in Tacoma reactiveren. Dit ging zo goed dat tijdens de oorlog de productie van schepen zeer sterk was gestegen en er 28.000 mensen werkten in 1943.
In december 1940 richtte de twee de Todd-California Shipbuilding Corporation op in Richmond. Permanente Metals Corporation, een bedrijf van Kaiser en de vijf andere aannemers van Six Companies, had een aandelenbelang van 65 procent in deze scheepsbouwer. Bij Richmond werden uit het niets vier grote scheepswerven, Todd-California/Permanente 1 tot en met 4, aangelegd voor de productie van Libertyvrachtschepen. Onder zijn leiding werd de bouwtijd van schepen aanzienlijk bekort. Zijn werf bouwde in een recordtijd de Robert E Peary, een vrachtschip van 10.500 ton. Op zondag 8 november 1942 werd de kiel gelegd en op donderdag 12 november 1942, na vier dagen en 15½ uur, verliet het schip de werf Todd-California/Permanente 2. In vergelijking tot de bouwtijd van zo’n 250 dagen voor de eerste Libertyschepen was dit een enorme vooruitgang. Het was een stunt en de normale bouwduur was circa 30 dagen voor een vrachtschip van dit formaat.
Andere scheepswerven van Kaiser Shipyards lagen aan de rivier de Columbia in Portland en Vancouver (Washington). De concepten voor de serieproductie van koopvaardij-en marineschepen warden ook hier toegepast. Tijdens de oorlog bouwden zijn werven bijna 1500 schepen in totaal waarvan de helft Liberty’s, ruim 300 Victoryvrachtschepen, 30 Oceans, tankers, fregatten en 50 escortevliegdekschepen van de Casablancaklasse.

## Autoproductie
In 1945 stichtte hij en Joseph Washington Frazer een nieuwe autofabriek. Frazer was directeur van het automerk Graham-Paige maar dat was in financiële problemen geraakt. De productie van personenwagens startte in een voormalige Fordfabriek in Willow Run, die gebouwd was voor de productie van de B-24 Liberator bommenwerpers in de oorlog. In januari 1946 werd het eerste prototype aan het publiek gepresenteerd. Het was een succes en in september 1947 werd de 100.000ste personenwagen afgeleverd onder de naam Kaiser en Frazer. Kaiser Motors had ook een bedrijf in Nederland, de Nederlandsche Kaiser-Frazer Fabrieken NV met een fabriek in Rotterdam. Hier werden tussen 1949 en 1954 personenwagens gemaakt. In 1954 schakelde de fabriek over op de productie van jeeps, waaronder de Nekaf voor de Koninklijke Landmacht. 
In de Verenigde Staten staakte de productie in 1955 vanwege tegenvallende verkopen, maar buitenlandse vestigingen hebben het langer volgehouden. Aan het einde van de 60'er jaren werden de Zuid-Afrikaanse bedrijven verkocht aan een consortium van Ford en Renault. In 1953 werd nog Willys-Overland, een grote producent van jeeps, overgenomen. De naam werd gewijzigd in Willys Motor Company en in 1963 veranderde de naam opnieuw, in Kaiser Jeep Corporation. In 1970 verkocht hij het bedrijf aan American Motors in ruil voor een aandelenpakket van 22%. Later is dit belang ook afgestoten.

## Aluminium
In 1946 werd Kaiser Aluminium opgericht. In de 60'er jaren werd ook de overstap naar Europa gemaakt. Hij liet een aluminiumsmelter in Duitsland bouwen en divere fabrieken voor de verwerking van aluminium. Het bedrijf raakte echter in financiële problemen en de Europese activiteiten gingen in de verkoop. In 1987 nam Koninklijke Hoogovens Kaiser Aluminium Europa over. Hoogovens breidde hiermee de aaluminiumactiviteiten sterk uit met een tweede smelter, een walserij, een fabriek voor bouwsystemen, een extrusiebedrijf, een foliefabriek en nog meer. Het Amerikaanse bedrijf met deze naam bestaat nog steeds.

## Filantroop
In 1948 richtte hij de Henry J. Kaiser Family Foundation op. De private stichting heeft tot doel een bijdrage te leveren aan de gezondheidszorg in de Verenigde Staten. Het is een denktank, het verzamelt feiten en doet onafhankelijke onderzoek voor de overheid, de gezondheidszorg, de media en het publiek. De stichting is niet gerelateerd met Kaiser Permanente.
In 1955 vertrok hij naar Honolulu en was zeer geïnteresseerd in stedelijke ontwikkeling. Hij vestigde de Kaiser Hawaiian Village Hotel en was betrokken bij de bouw van buurthuizen, wegen en scholen. Hij bevorderde de medische ontwikkeling door het ontwerpen van diverse ziekenhuizen, medische centra en opleidingscentra.
Henry Kaiser overleed op 24 augustus 1967 en hij ligt begraven op Mountain View begraafplaats in Oakland.

## Trivia

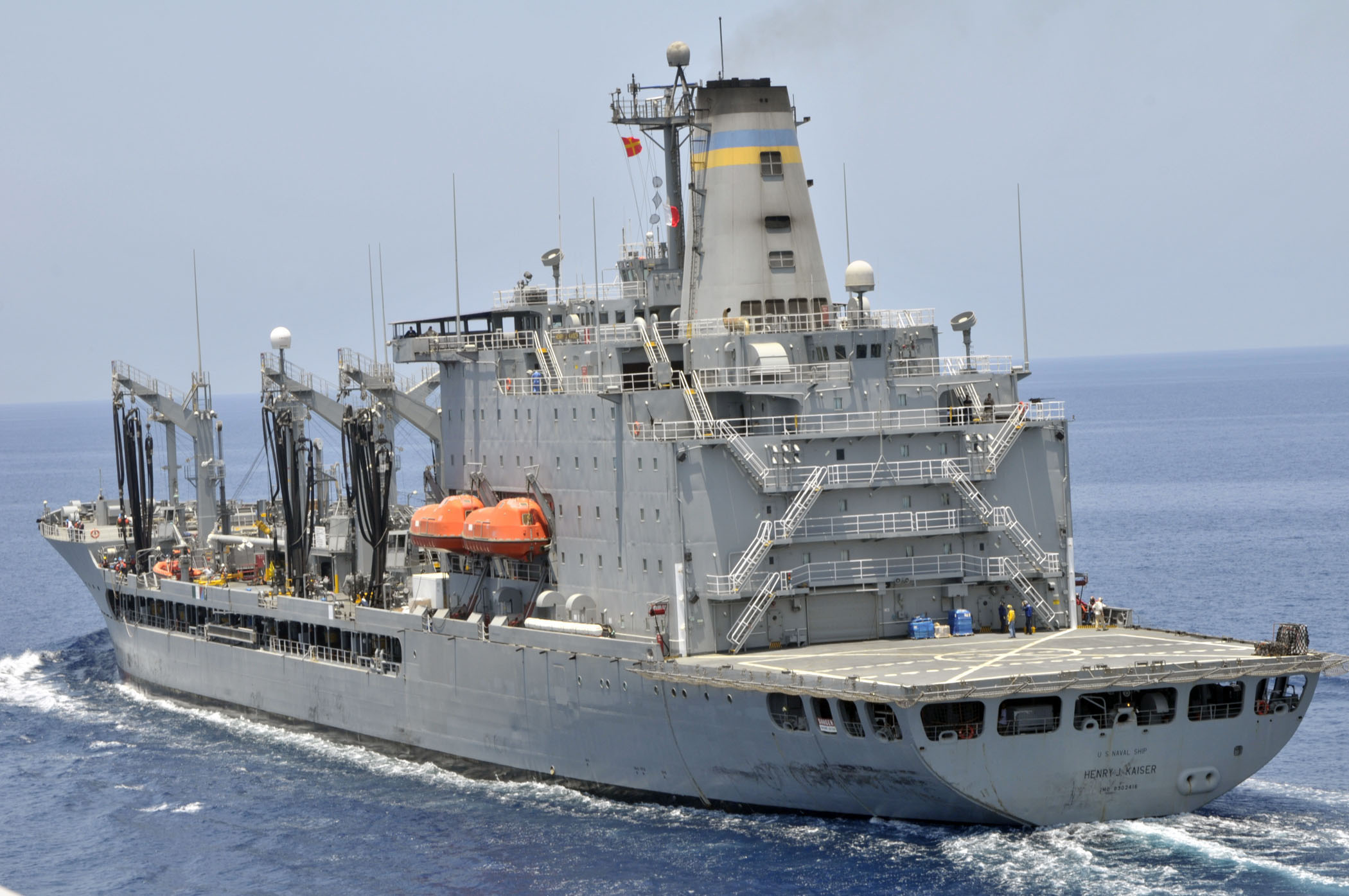
USNS Henry J. Kaiser, een olietanker van de Amerikaanse marine

Vanwege zijn grote bijdrage aan de scheepbouw tijdens de Tweede Wereldoorlog zijn er marineschepen naar hem vernoemd en ook een klasse van bevoorradingstankers, de Henry J. Kaiserklasse.

## Naslagwerken
- (en)  Stephen B. Adams, Mr. Kaiser Goes to Washington: The Rise of a Government Entrepreneur, University of North Carolina Press 2009, ISBN 9780807859940
- (en)  Steve Gilford, Build 'Em by the Mile, Cut 'Em off by the Yard, Richmond Museum of History, 2011, ISBN 9780615648736
- (en)  Mark S. Foster, Henry J. Kaiser: Builder in the Modern American West, University of Texas Press, 2012, ISBN 9780292742260